# Julie Blakstad
Julie Blakstad (Ottestad; 27 de agosto de 2001) es una futbolista noruega. Juega como centrocampista en el Hammarby de la Damallsvenskan de Suecia. Es internacional con la selección de Noruega.

## Trayectoria
Blakstad desarrolló su fútbol en el Ottestad, un club noruego en la ciudad donde creció y en el que jugó en torneos juveniles y en la cuarta división. En julio de 2018, se mudó al Fart de la segunda división noruega, disputando toda la segunda parte de la temporada 2018, y consiguiendo el campeonato y el consiguiente ascenso a la Toppserien. En la primera división la centrocampista pisó las canchas en todos los partidos de su equipo, encontrando el arco en cuatro oportunidades.
Ya considerada uno de los principales talentos noruegos de su clase, en junio de 2020 Blakstad se incorporó al Rosenborg. Con la camiseta de uno de los equipos más laureados de la Toppserien, disputó todos los partidos de la temporada 2020 y quedó como su segunda goleadora con siete tantos.
En enero de 2022 firmó con el club inglés Manchester City.
El 20 de enero de 2024 firmó un contrato hasta diciembre de 2025 con el equipo sueco Hammarby.

## Selección nacional
Desde muy joven, Julie Blakstad formó parte de las categorías inferiores de su selección, saltando al terreno de juego en diversos torneos juveniles y en partidos de clasificación para las fases finales de los campeonatos de Europa. En 2019 formó parte de la plantilla de la sub-19 que disputó el Campeonato Europeo 2019, jugando los tres encuentros de su grupo que derivaron en un tercer lugar y en la eliminación de la competencia. En marzo de 2020 también formó parte de la selección sub-19 que participó en el torneo de La Manga.
Blakstad debutó en la selección absoluta de Noruega el 27 de octubre de 2020, jugando como titular el partido para las eliminatorias de la Eurocopa de 2022 contra Gales que resultó en victoria 1-0 para las noruegas y en la clasificación directa a dicha competición. El 16 de septiembre de 2021 marcó su primer gol internacional en el triunfo 10-0 contra Armenia como parte de la clasificación al Mundial 2023.